# الکساندر مالوانوف
الکساندر مالوانوف (اوکراینی: Гамаль, Сергей Николаевич؛ زادهٔ ۱۳ فوریهٔ ۱۹۷۴) بازیکن فوتبال اهل اوکراین است.